# Organización Nacional de Trasplantes
La Organización Nacional de Trasplantes (ONT) es un organismo público español encargado de los asuntos relacionados con trasplantes. Su directora es Beatriz Domínguez-Gil, que sustituyó en 2017 a su promotor y creador Rafael Matesanz tras más de 28 años al frente.
Es un organismo coordinador de carácter técnico, fundado en 1989 y perteneciente al Ministerio de Sanidad, encargado de desarrollar las funciones relacionadas con la obtención y utilización clínica de órganos, tejidos y células. Tras su creación, España ha pasado de 14 donantes por millón de población (pmp) a 39,7 donantes pmp en 2015, pasando de estar en la parte media-baja de los índices de donación en Europa a ser el líder mundial. En 2022, esa tasa era de 47 pmp.
Su principal objetivo es la promoción de la donación altruista con el fin de que el ciudadano español que necesite un trasplante tenga las mayores y mejores posibilidades de conseguirlo.
Para llevar a cabo dichas funciones actúa como una unidad técnica operativa, coordinando y facilitando las actividades de donación, extracción, preservación, distribución, intercambio y trasplante de órganos, tejidos y células en el conjunto del Sistema Nacional de Salud.

## Historia
Antes de la creación de la organización, el primer trasplante exitoso realizado en España fue en 1965, de riñón, llevado a cabo por los doctores Gil Vernet y Caralps (del Hospital Clínico y Provincial de Barcelona) y los doctores Alférez y Hernando (de la Fundación Jiménez Díaz de Madrid). Desde entonces se hizo necesaria la regulación legal de esta práctica, que llegó con la Ley de Trasplantes (Ley 30/1979) y el Real Decreto 426/1980, que ya entonces reconocía el anonimato del donante y la carencia de lucro en la práctica de la extracción de órganos, entre otras disposiciones. 

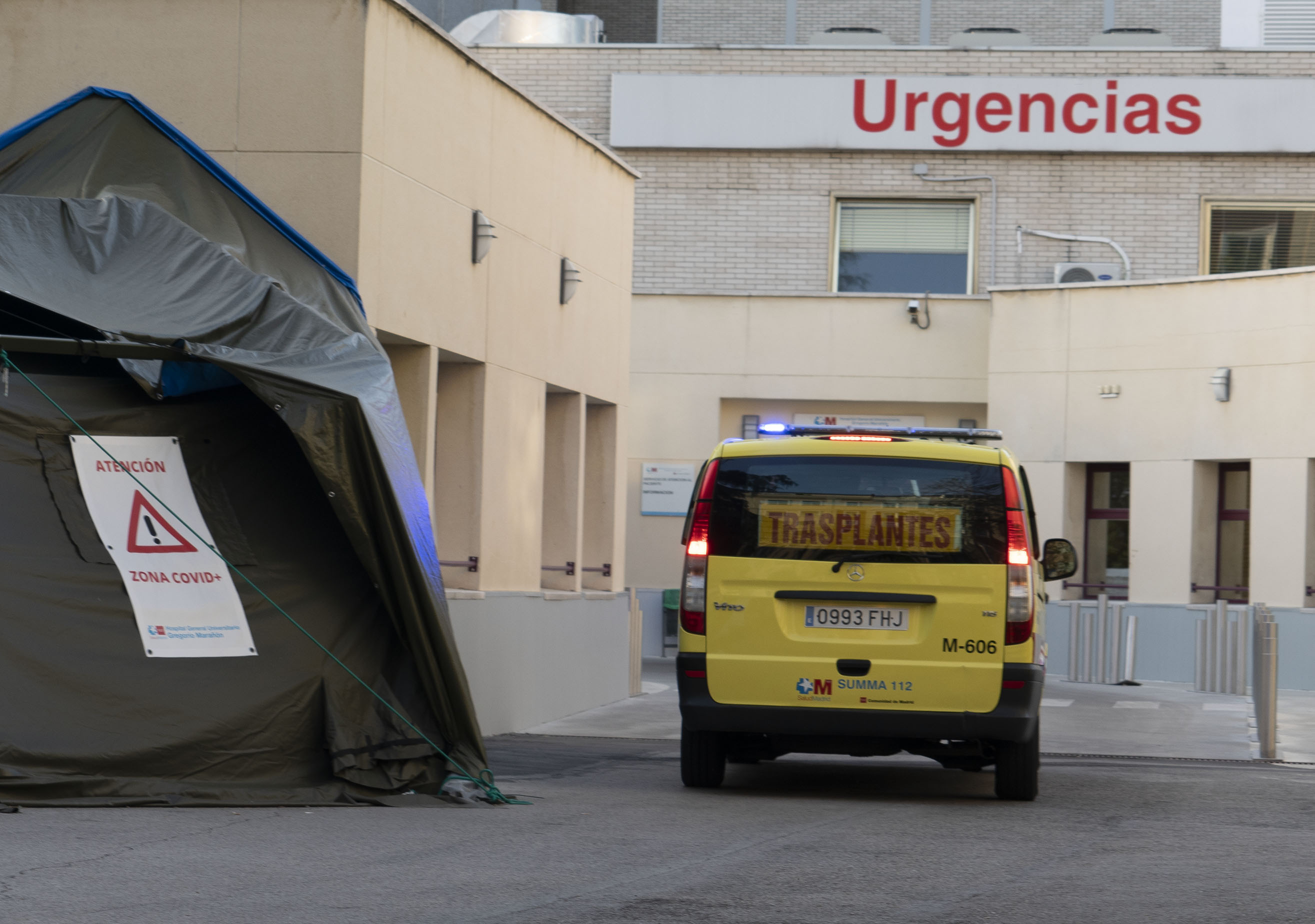
Trasplantes en tiempo de COVID-19.

En la década de los 80, nuevos órganos se añadieron a la oferta de los hospitales, concretamente hígado, corazón y páncreas. Cuando era necesario desplazarse a otra localidad para obtener el órgano, el Hospital Puerta de Hierro utilizaba los aviones Mystere proporcionados por el Ejército, práctica que acabó extendiéndose paulatinamente a otros hospitales. Sin embargo, a finales de esta década, hubo un gran descenso de la oferta de órganos y un incremento de los candidatos para trasplante, debido a la poca coordinación interregional; por otro lado, en Cataluña se estableció una oficina que centralizaba los servicios de distribución de órganos.
Para paliar estos graves efectos, el Ministerio de Sanidad y Consumo creó en 1989 la Organización Nacional de Trasplantes en el edificio del Hospital del Rey. Desde aquel momento, se considera que el panorama de los trasplantes ha mejorado con el nombramiento de los coordinadores autonómicos, que organizaban los trámites sanitarios dentro de sus respectivas comunidades autónomas y formaban la Comisión de Trasplantes del Consejo Interterritorial. La oficina central, que reunía todas las competencias que posee hoy en día, no se implantó hasta el 1 de septiembre de 1990. Desde entonces, aunque la misión fundamental de la organización no ha cambiado, ha habido varias alteraciones en la ley de extracción y trasplante de órganos original.

## Premios
- El 16 de junio de 2010 fue galardonada, junto con The Transplantation Society (TTS) —radicada en Montreal—, con el Premio Príncipe de Asturias de Cooperación Internacional.[9]
- En 2023 le fue concedido el Premio Beato de Liébana de Cohesión Internacional.[10]